# Meslay-le-Vidame
Meslay-le-Vidame és un municipi francès, situat al departament de l'Eure i Loir i a la regió de Centre – Vall del Loira. L'any 2007 tenia 451 habitants.

## Demografia

### Població
El 2007 la població de fet de Meslay-le-Vidame era de 451 persones. Hi havia 160 famílies, de les quals 28 eren unipersonals (16 homes vivint sols i 12 dones vivint soles), 48 parelles sense fills, 80 parelles amb fills i 4 famílies monoparentals amb fills.
La població ha evolucionat segons el següent gràfic:
Habitants censats

### Habitatges
El 2007 hi havia 195 habitatges, 161 eren l'habitatge principal de la família, 23 eren segones residències i 11 estaven desocupats. 194 eren cases i 1 era un apartament. Dels 161 habitatges principals, 147 estaven ocupats pels seus propietaris, 11 estaven llogats i ocupats pels llogaters i 3 estaven cedits a títol gratuït; 5 tenien dues cambres, 15 en tenien tres, 38 en tenien quatre i 103 en tenien cinc o més. 136 habitatges disposaven pel capbaix d'una plaça de pàrquing. A 50 habitatges hi havia un automòbil i a 100 n'hi havia dos o més.

### Piràmide de població
La piràmide de població per edats i sexe el 2009 era:
| Homes | Edats   | Dones |
| ----- | ------- | ----- |
| 0     | 95 o +  | 0     |
| 0     | 90 a 94 | 0     |
| 0     | 85 a 89 | 4     |
| 4     | 80 a 84 | 0     |
| 4     | 75 a 79 | 8     |
| 8     | 70 a 74 | 8     |
| 0     | 65 a 69 | 12    |
| 12    | 60 a 64 | 4     |
| 4     | 55 a 59 | 4     |
| 16    | 50 a 54 | 12    |
| 12    | 45 a 49 | 20    |
| 28    | 40 a 44 | 16    |
| 0     | 35 a 39 | 12    |
| 24    | 30 a 34 | 16    |
| 16    | 25 a 29 | 12    |
| 16    | 20 a 24 | 12    |
| 20    | 15 a 19 | 24    |
| 12    | 10 a 14 | 12    |
| 16    | 5 a 9   | 12    |
| 16    | 0 a 4   | 20    |

## Economia
El 2007 la població en edat de treballar era de 297 persones, 234 eren actives i 63 eren inactives. De les 234 persones actives 221 estaven ocupades (119 homes i 102 dones) i 13 estaven aturades (4 homes i 9 dones). De les 63 persones inactives 17 estaven jubilades, 29 estaven estudiant i 17 estaven classificades com a «altres inactius».

### Ingressos
El 2009 a Meslay-le-Vidame hi havia 171 unitats fiscals que integraven 479 persones, la mediana anual d'ingressos fiscals per persona era de 19.958 €.

### Activitats econòmiques
Dels 13 establiments que hi havia el 2007, 2 eren d'empreses alimentàries, 2 d'empreses de construcció, 6 d'empreses de comerç i reparació d'automòbils, 1 d'una empresa immobiliària i 2 d'empreses de serveis.
Dels 2 establiments de servei als particulars que hi havia el 2009, 1 era un paleta i 1 guixaire pintor.
Dels 2 establiments comercials que hi havia el 2009, 1 era una botiga de menys de 120 m² i 1 una fleca.
L'any 2000 a Meslay-le-Vidame hi havia 9 explotacions agrícoles que ocupaven un total de 834 hectàrees.

## Equipaments sanitaris i escolars
El 2009 hi havia una escola elemental integrada dins d'un grup escolar amb les comunes properes formant una escola dispersa.

## Poblacions més properes
El següent diagrama mostra les poblacions més properes.